# 고흥문
고흥문(高興門, 1921년 8월 5일~1998년 3월 15일)은 대한민국 정치인이다. 본관은 제주, 호는 인지(仁之)이다. 제6·7·8·9·10대 국회의원과 제10대 국회 부의장을 역임했다.

## 생애
기업인 출신으로 조병옥 계열에서 정치를 시작하였으며, 유신체제 하에서 5선 의원이 되어 국회부의장을 지냈다. 1980년에 신군부 등장으로 정치인 활동 규제에 묶이면서 정계에서 은퇴하였고, 이후 복귀하지 않았다.
저서로 자서전 『정치현장 40년, 못다 이룬 민주의 꿈』과 정치평론집 『대화의 정치, 화합의 정치』 등이 있다.
1998년 3월 15일 서울의 한 헬스클럽에서 가벼운 운동을 하다가 심장마비로 사망했다.

## 학력
- 경기상업학교 졸업
- 고려대학교 경영대학원 수료

## 약력
- 흥한무역공사 사장
- 풍성기업사 사장
- 민정당 당무위원 겸 재정위원장
- 1963년 ~ 1967년 : 제6대 국회의원 (민정당)
- 민중당 당무위원, 사무처장
- 1967년 ~ 1971년 : 제7대 국회의원 (신민당)
- 1971년 ~ 1972년 : 제8대 국회의원 (신민당)
- 1973년 ~ 1979년 : 제9대 국회의원 (신민당)
- 1979년 ~ 1980년 : 제10대 국회의원 (신민당)
- 신민당 부총재, 정무회의 부의장, 최고위원
- 국제의원연맹 총회 대한민국 대표
- 한일의원연맹 고문
- 한호친선협회 회장
- 1979년 : 국회부의장

## 역대 선거 결과
|  | 20.1% |

|  | 32.7% |

|  | 72.18% |

|  | 32.24% |

|  | 40.86% |